# Carla Nieto i Geli
Carla Nieto i Geli   (Girona, 30 de novembre de 1983) és una actriu catalana.

## Biografia
Nascuda a Girona, filla de la política Marina Geli, i de Rafael Nieto, va començar en el món de la interpretació a causa que el seu pare és actor amateur. Després de finalitzar batxillerat, es va traslladar a Barcelona per a estudiar Filologia Hispànica i Art Dramàtic. Després de tres anys a l'Institut del teatre i diversos papers en la televisió catalana, es va traslladar a Madrid. Allà, el 2007, va obtenir el seu primer paper important interpretant a Claudia Gaytán d'Arzuaga durant les tres temporades que va durar la sèrie El síndrome de Ulises. Aquest mateix any va debutar a la gran pantalla amb Café solo o con ellas i Las 13 rosas.
El 2009 es va incorporar al repartiment d'Acusados, on va encarnar a Patricia Domènech Ballester, una de les dues filles de Rosa Ballester (Blanca Portillo). Conclosa la sèrie en 2011, va ser Iris en Ángel o demonio. El 2015, va engrossir el repartiment de la veterana sèrie Cuéntame cómo pasó com Nuka.

## Trajectòria professional

### Televisió
- Porca misèria, com dona incauta (2004).
- Lo Cartanyà (2005).
- A tortas con la vida (2005).
- Ventdelplà, com Anaïs (2005-2006).
- Amar en tiempos revueltos, com Ramona (2006).
- La via Augusta, com Màrcia (2007).
- Yo, el desconocido, com Olga (2007), telefilm.
- El comisario (2007).
- El caso Wanninkhof, com Cristina (2008), telefilme.
- El síndrome de Ulises, com Claudia Gaytán de Arzuaga (2007-2008).
- Acusados, com Patricia Domenech Ballester (2009-2010).
- Ángel o demonio, com Iris (2011).
- Fenómenos (2012).
- Cuéntame cómo pasó (2015).

### Cinema
- Café solo o con ellas, com Carmen (2007).
- Las 13 rosas, com Pilar Gabaldón (2007).
- Trash, com Alicia (2009).
- Lope, com María de Vega (2010).
- Rec 3: Gènesi, com Rebeca Viñas (2011).

### Curtmetratges
- El efecto Rubik (& el poder del color rojo) (2006).

### Teatre
- Freaks, de Tod Browning, dirigida per Ferran Audí.
- Madame de Sade, de Yukio Mishima, dirigida per Jordi Godall
- Poques vergonyes, dirigida per Fermí Fernández.

### Videos musicals
- 2009, Mundo frágil de Sidecars.